# A Piano: The Collection
A Piano: The Collection – pięciopłytowe wydawnictwo podsumowujące 15 lat solowej kariery amerykańskiej piosenkarki i kompozytorki Tori Amos. Zestaw zawiera utwory znane z wcześniejszych albumów, rzadkie nagrania, wersje demo, strony B singli i utwory wcześniej niepublikowane. Limitowana edycja kolekcji zawiera dodatkową płytę DVD z 27-minutowym wywiadem z artystką.

## Lista utworów

### Disc A 440 Hz (Little Earthquakes extended)
1. "Leather" (Alternate Mix) – 3:11
2. "Precious Things" (Alternate Mix) – 4:28
3. "Silent All These Years"[a] – 4:10
4. "Upside Down" [a] – 4:20
5. "Crucify" (Unedited Single Version)[b] – 4:27
6. "Happy Phantom"[a] – 3:12
7. "Me And A Gun"[a] – 3:42
8. "Flying Dutchman" (Alternate Mix) – 6:28
9. "Girl"[a] – 4:07
10. "Winter"[a] – 5:42
11. "Take To The Sky"[a] – 4:18
12. "Tear In Your Hand"[a] – 4:42
13. "China"[a] – 4:59
14. "Sweet Dreams"[a] – 3:26
15. "Mother" (Alternate Mix)[a] – 7:01
16. "Little Earthquakes"[a] – 6:52

### Disc B 493.88 Hz (Pink and Pele)
1. "Cornflake Girl"[a] – 5:04
2. "Honey"[a] – 3:41
3. "Take Me With You"[b] – 4:40
4. "Baker Baker" (Alternate Mix) – 3:24
5. "The Waitress" (Alternate Mix) – 3:05
6. "Pretty Good Year"[a] – 3:20
7. "God"[a] – 3:53
8. "Cloud On My Tongue"[a] – 4:34
9. "Past The Mission" (Alternate Mix) – 4:05
10. "Bells For Her"[a] – 5:17
11. "Yes, Anastasia" (Alternate Mix) – 9:21
12. "Blood Roses"[a] – 3:54
13. "Mr. Zebra"[a] – 1:05
14. "Caught A Lite Sneeze" (Alternate Mix) – 4:24
15. "Professional Widow" (Merry Widow Version – Live)[a] – 4:03
16. "Beauty Queen/Horses"[a] – 5:56
17. "Father Lucifer"[a] – 3:39
18. "Marianne"[a] – 4:07

### Disc C 523.25 Hz (Pele, Venus and Tales)
1. "Walk To Dublin" (Sucker Reprise)[b] – 5:24
2. "Hey Jupiter" (Dakota Version)[a] – 6:03
3. "Professional Widow" (Armand’s Star Trunk Funkin’ Mix)[a] – 3:46
4. "Putting The Damage On"[a] – 5:07
5. "Bliss" (Remixed Version) – 3:41
6. "Suede"[a] – 4:55
7. "Glory Of The 80’s"[a] – 4:02
8. "1000 Oceans"[a] – 4:16
9. "Concertina" (Single Remix Version) – 3:56
10. "Lust"[a] – 3:51
11. "Datura"[a] – 8:25
12. "Sugar" (Live From Soundcheck)[a] – 5:10
13. "The Waitress" (Live)[a] – 9:48
14. "Snow Cherries From France"[a] – 2:53
15. "Doughnut Song" (Remixed Version) – 4:19

### Disc D 587.33 Hz (Scarlet, Beekeeper, and choirgirl)
1. "A Sorta Fairytale"[a] – 5:29
2. "Not David Bowie"[b] – 3:54
3. "Amber Waves"[a] – 3:39
4. "iieee" (Remixed Version) – 4:07
5. "Playboy Mommy" (Remixed Version) – 4:04
6. "The Beekeeper"[a] – 6:48
7. "Jackie’s Strength"[a] – 4:26
8. "Zero Point"[b] – 8:55
9. "Sweet The Sting"[a] – 4:14
10. "Ode To My Clothes"[b] – 2:03
11. "Spark"[a] – 4:12
12. "Intro Jam[b]/Marys Of The Sea" – 8:54
13. "Cruel" (Remixed Version) – 4:04
14. "Dolphin Song"[b] – 5:50
15. "Gold Dust" [a] – 5:51

### Disc E 659.26 Hz (Bonus B–Sides)
1. "The Pool"[a] – 2:49
2. "Never Seen Blue"[a] – 3:38
3. "Daisy Dead Petals"[a] – 3:00
4. "Beulah Land"[a] – 2:57
5. "Sugar"[a] – 4:24
6. "Cooling"[a] – 4:37
7. "Bachelorette"[a] – 3:34
8. "Black Swan"[a] – 4:01
9. "Mary" (Tales Version)[a] – 4:40
10. "Peeping Tommi"[b] – 4:19
11. "Toodles Mr. Jim"[a] – 2:49
12. "Fire–Eater’s Wife/Beauty Queen" (Demo)[b] – 3:11
13. "Playboy Mommy" (Demo)[b] – 1:34
14. "A Sorta Fairytale" (Demo)[b] – 3:08
15. "This Old Man"[a] – 1:44
16. "Purple People"[a] – 4:09
17. "Here. In My Head"[a] – 3:52
18. "Hungarian Wedding Song"[a] – 0:59
19. "Merman"[a] – 3:46
20. "Sister Janet"[a] – 3:59
21. "Home On The Range"(Cherokee Edition) [a] – 5:20
22. "Frog On My Toe"[a] – 3:40